# Marion County (Florida)
Marion County is een county in de Amerikaanse staat Florida.
De county heeft een landoppervlakte van 4.089 km² en telt 258.916 inwoners (volkstelling 2000). De hoofdplaats is Ocala.